# Bans
Bans ist eine französische Gemeinde mit 181 Einwohnern (Stand 1. Januar 2022) im Département Jura in der Region Bourgogne-Franche-Comté. Sie gehört zum Arrondissement Dole und zum Kanton Mont-sous-Vaudrey.

## Geographie
Die Gemeinde liegt rund 55 Kilometer südöstlich von Dijon. Nachbargemeinden sind
- Augerans im Norden,
- Belmont im Nordosten,
- Mont-sous-Vaudrey im Südosten,
- Souvans im Westen.

Das Gemeindegebiet wird im Norden vom Fluss Cuisance durchquert.

## Geschichte
Eine frühe Erwähnung der Örtlichkeit stammt aus der Spätantike, als die Siedlung von Galloromanen bewohnt wurde. Im 19. Jahrhundert wurde an der Cuisance eine bescheidene Industrie angesiedelt. Die Ortschaft ist landwirtschaftlich geprägt. 

### Bevölkerungsentwicklung
| Jahr                       | 1962 | 1968 | 1975 | 1982 | 1990 | 1999 | 2008 | 2016 |
| Einwohner                  | 131  | 118  | 111  | 119  | 140  | 141  | 195  | 190  |
| Quellen: Cassini und INSEE |      |      |      |      |      |      |      |      |

## Sehenswürdigkeiten
- Steinernes Wegkreuz aus dem Jahr 1539 – Monument historique[1]